# 布羅克頓 (安大略省)
布羅克頓（英語：Brockton）是加拿大安大略省西南部布魯斯縣一個地方自治區，由布蘭特鄉（Township of Brant）、格林諾克鄉（Township of Greenock）和沃克頓鎮（Town of Walkerton）合併而成，而名稱也是從該三個鄉鎮的名稱組成（Brant Greenock Walkerton）。布魯斯縣的縣治設於沃克頓。據2011年加拿大人口普查所示，布羅克頓人口為9432人。
布蘭特和格林諾克於1856年建制為鄉，而沃克頓則於1871年設鎮，三者於1999年1月1日合併成布羅克頓自治區。2000年5月，沃克頓的食水供應受到O157:H7型大腸桿菌污染，鎮内約2300名居民受感染，當中7人死亡，為加拿大國内最嚴重的大腸桿菌感染事件。事後負責管理該鎮食水系統的兩名主管被刑事檢控，並於2004年末分別被判監禁一年和在家中軟禁9個月。
安大略9號省道掠過布羅克頓南部，西通金卡丁，向東南伸延至緬圖（Minto）。此外，布魯斯縣的2號、3號、4號、12號、19號、20號、22號和31號縣道皆途經布羅克頓。

## 外部連結
- （英文）布羅克頓自治區政府官方網站 （页面存档备份，存于）